# Cieśle (powiat pleszewski)
Cieśle – wieś w Polsce położona w województwie wielkopolskim, w powiecie pleszewskim, w gminie Gołuchów.
| SIMC    | Nazwa     | Rodzaj    |
| ------- | --------- | --------- |
| 0206948 | Krzyżówki | część wsi |

W latach 1975–1998 miejscowość należała administracyjnie do województwa kaliskiego.
Jest tam produkowane piwo Bartek.